# E105号線
E105号線（E105ごうせん、英語: European route E105）は欧州自動車道路のAクラス幹線道路。ノルウェーのバレンツ海海岸から、ロシアの2大都市、サンクトペテルブルクとモスクワを経て、ウクライナのハリコフを通り、黒海海岸へ達する南北線3770kmである。

## 経路
E105号線はノルウェー、ロシア、ウクライナを経由する。総延長はおおよそ3770kmである。

### ノルウェー
- キルケネス - ロシア国境

### ロシア

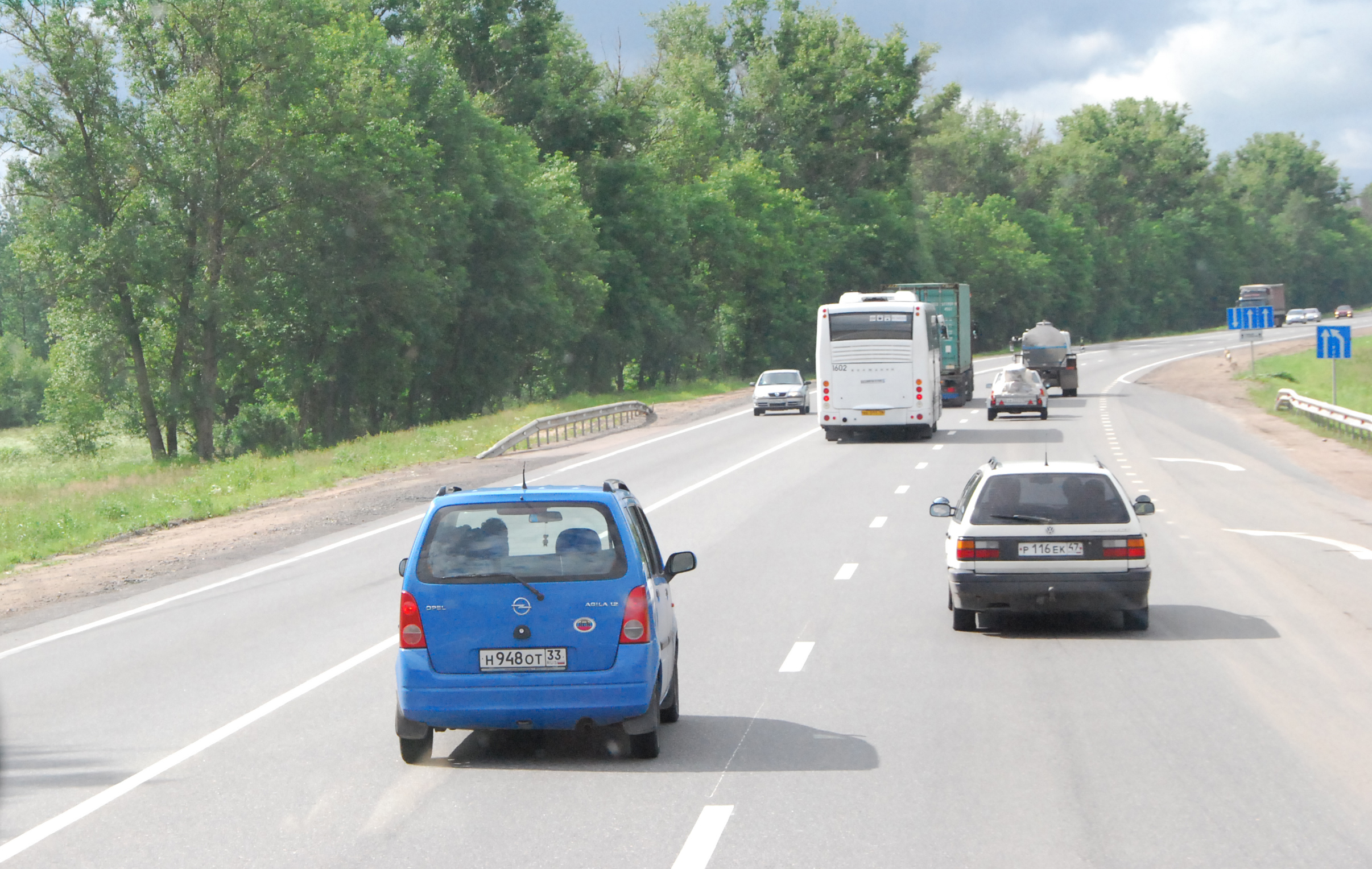
サンクトペテルブルクからモスクワへの途中、 ノヴゴロド郊外で。このあたりは大都市付近を除いて、基本的に2車線の道路（各方向へ1車線）で、ときどき追い越し用または交差点近くの左折用にもう一つの中央車線がある。

- M18幹線道路（英語版）: ノルウェー国境 - ムルマンスク – カンダラクシャ – ペトロザヴォーツク
- M10幹線道路: ペトロザヴォーツク – サンクトペテルブルク– ノヴゴロド – ヴァルダイ – ヴイシニー・ヴォロチョーク – トヴェリ – クリン – ゼレノグラード – モスクワ
- M2幹線道路: モスクワ  – トゥーラ – オリョール – ベルゴロド - ウクライナ国境

### ウクライナ
- M18幹線道路（ウクライナ語版）: ロシア国境 - ハルキウ – ザポリージャ – シンフェロポリ – アルーシュタ – ヤルタ

## その他
この項目はおもにWikipedia英語版のEuropean route E105を翻訳している。